# Shaq Lawson
Shaquille Lawson (Central, 17 giugno 1993) è un giocatore di football americano statunitense che milita nel ruolo di defensive end per i Buffalo Bills della National Football League (NFL).

## Carriera universitaria
Lawson al college giocò coi Clemson Tigers dal 2013 al 2015. Nel primo anno pareggiò il record di istituto per un debuttante con quattro sack. Divenne titolare in quella che fu la sua terza e ultima stagione, venendo premiato come All-American.

## Carriera professionistica

### Buffalo Bills
Lawson fu scelto come 19º assoluto nel Draft NFL 2016 dai Buffalo Bills. Il 17 maggio 2016 si sottopose a un intervento chirurgico alla spalla, per cui fu previsto un recupero dai 4 ai 6 mesi. Iniziò così la stagione in lista infortunati, venendo inserito nel roster attivo il 21 ottobre 2016. Debuttò come professionista subentrando nella settimana 7 contro i Miami Dolphins e nel turno seguente mise a segno il primo sack su Tom Brady dei New England Patriots.

### Miami Dolphins
Il 16 marzo 2020, Lawson firmò con i Miami Dolphins un contratto triennale del valore di 30 milioni di dollari.

### Houston Texans
Il 14 marzo 2021 Lawson fu scambiato con gli Houston Texans per Benardrick McKinney.

### New York Jets
Il 29 agosto 2021 Lawson fu scambiato con i New York Jets per una scelta del sesto giro.